# 桌面大戰
《桌面大戰》（英語：Animator vs. Animation, AvA，亦可譯作《火柴人VS動畫師》）是一部美国的網路動畫劇集，由網路动画师艾倫·貝克爾獨自創作。該系列主要描述动画师與自己創作的简笔人物动画戰鬥的過程。截至2007年，此系列在各個影片分享平台已累積逾2億次點擊，其中YouTube累積逾5,000萬次點擊。在2019年四月Youtube已累積十億次點擊。

## 概述
《桌面大戰》的英文名稱是指「動畫師對動畫」。《桌面大戰》的主角是一個简笔人物動畫和動畫師。系列中前期的简笔人物动画为黑色，不過自「桌面大战4」开始，新增了五個角色，且顏色不再是黑色而是分別為橘、綠、藍、黃和紅，而這五個角色之後亦成為該系列的主角，而動畫師多以鼠標的形象登場。在系列的前期作品中，简笔人物動畫都嘗試反抗動畫師，而動畫師則嘗試消滅自己創造出來的動畫。
《桌面大戰》因為以简笔人物動畫為主要元素，而火柴人本身亦易於繪製，所以吸引了不少網民製作類似的Flash動畫。

## 角色

### 主要角色

#### 再臨者/小橘（英語：The Second Coming/Orange）
橘色火柴人，首次出場於《火柴人vs動畫師》第四集。實為天選之子以再臨者的身份歸来（不過AvA第二季證實兩者為不同人），並在動畫師的電腦上結識了另外四位火柴人。起初動畫師在與再臨者展開決鬥，不過最終和解，並與其他四人一起處理動畫師的電腦中大大小小事。在第五集中，和同伴一起跟著天選之子，試圖阻止黑暗領主的野心。在天選之子被病毒牽制住時，和其他人挑戰黑暗領主，但遠遠不是有著超人設定的黑暗領主的對手。隨著被分解代碼的過程中，恢復爆發出超越黑暗領主和天選之子，再臨者的力量。黑暗領主完全不敵的被打敗，並用黑暗領主的電腦，恢復病毒造成的傷害後昏迷。最後告別天選之子，搭乘箭頭與同伴回去。
在AvA第三季ep1，被追殺的天選之子前來求救，但小橙在覺醒再臨者力量時沒有意識，因此不知道他擊敗黑暗領主的事，所以發揮不出再臨者的力量。最後被天選之子帶入網路世界，與過去曾在網路影片上的火柴人主角們對戰，雖然沒有再臨者的力量，但拿著畫筆的小橙發揮動畫天份與其他火柴人周旋，但最後還是敗給同樣具備動畫創作工具的火柴人，而和天選之子被抓住。小橙在被囚禁時看見天選之子的記憶回播，才知道原來自己有再臨者的力量。

在衍生系列《火柴人與Minecraft短集篇》中得知他擅長與戰鬥有關的事物，對很多技能都有一點熟悉（例如和動畫師一起做動畫、畫圖、音樂演奏等），比起其他火柴人，有著出色的學習技能的速度，也很有創造力，處理事情總能另闢蹊徑，且時常擔任五個火柴人之中的領導人。平時喜歡睡覺

#### 小綠
绿色火柴人，首次出场於《火柴人vs動畫師》第四集。当时与小红，小蓝和小黄被关在sticksfight.com，再临者的好朋友之一。
在衍生系列《火柴人與Minecraft短集篇》第一季第二集和第二季第三集中得知他擅長建築，第二季第三集中建築最後被炸爛了，不過還能從剩餘的底部推斷出是一個出色的建築，同時也精通音樂。在戰鬥中時常使用釣魚竿等機動性高的武器。

#### 小藍
再臨者的好朋友之一。在衍生系列《火柴人與Minecraft短集篇》第二季第三集中得知和小綠一樣很擅長建築。擅長料理、爵士樂和藥水釀造，嗜吃地獄裡面的地狱疣，對其上癮。在戰鬥中時常使用弓箭等遠程距離武器。

#### 小黃
精通電腦程式，在被電腦病毒攻擊時，他以一己之力把動畫師帶到戰場幫忙。
在衍生系列《火柴人與Minecraft短集篇》中精通Minecraft中的紅石機關，而且擅長爵士鼓。在戰鬥中經常利用自己出色的紅石技巧。第三季第七集與小藍進入村莊，被掠奪者監禁。逃離後牧師使用了附魔台製作藍色的權杖，並利用指令方塊的力量驅趕掠奪者軍團並在下界和國王橘決戰，但被壓制。

#### 小紅
曾在衍生短片《火柴人與Minecraft》中被herobrine附身。有著出色的格鬥技巧，擅長流行音樂和動物馴養。AvM第三季第七集吸入傳送門後進入怪物學院，一開始被所有人欺負，最後受到隊友接受，羸得冠軍。並在下界和國王橘決戰，但被壓制。

### 桌面大戰/動畫師vs火柴人

#### 艾倫
動畫師，舊稱noogai3，通常以鼠標的形象登場。

#### 受害者（英語：Victim）
受害者是桌面大戰最早的主角，沒有任何超能力，是男性，擁有很高攻擊性、製造及反武器能力。在天選之子被艾倫創造之前（2006年6月3日-2007年3月15日），受害者多次被艾倫創造（實際為復活，因為擁有刪除前的記憶，例如即使被刪除多次，受害者依然對鼠標感到非常恐懼。），然後不斷折磨他至死。直至到07年3月15日，在受害者裝扮沒有反應的時候，艾倫在不知情的情況下把他困著，但最後在艾倫的不注意下，自己則用flash的道具製作了火箭逃出艾倫的電腦。兜兜轉轉離開世界各地的電腦網絡後，自己就逃進了外圍網，顏色也灼傷成了灰色，並跟一位原為跳舞動畫測試的女姓火柴人米思（英語：Mitsi）生活。
與Mitsi創立了火箭公司（英語：Rocket Corp.）後，一直都因為帶著flash的道具發展順暢。直到某一天他們慶祝公司4週年時，還未厭倦摧毀網絡的天選之子和黑暗領主摧毀他們所在的網絡伺服器 - Newgrounds時，被他們用火球炸死了被石頭壓著的米思，在收集證據中也發現了天選之子和艾倫有關聯，最後受害者發誓了一定要把天選之子和艾倫捉拿報仇（有可能當時沒有看到黑暗領主，而沒有把他都牽進報仇計劃中）。
2023年，於AvA第三季 ep1 結尾回歸，集結2000年以後火柴人網路動畫的僱傭兵，把原來是提供維修、製做家庭電器的火箭公司重組，抓捕天選之子。

#### 被選者/天選之子（英語：The Chosen One）
黑色火柴人，擁有飛行、雷射眼、發射火球等超能力，AvA第二季的最後隱居在網絡世界中。
AvA第三季的開頭，被其他的火柴人動畫主角襲擊，後逃動畫師的電腦裡，原本打算尋求小橙的協助，期望他能發揮再臨者的力量。可小橙已經不記得擊敗黑暗領主時的事情了。
最後被受害者的僱傭兵抓住，關在火箭公司（英語：Rocket Corp.）基地裡。

#### 黑暗領主（英語：The dark lord）
做事激進的火柴人，有着與天選之人一樣的實力。首次出場於AvA第三集，原是為消滅天選之子而創造出來，後與其一同攻擊艾倫。與天選之子隱居在網路世界後，有著大量創造電腦病毒統治世界的野心，但被洗心革面的天選之子牽制住，最後被小橘打敗。
根據艾倫所說，由於他還決定着黑暗領主的生死，因此黑暗領主的下落依然是個謎。

#### 米思 
由一位叫葛瑞絲（英語：Grace）的動畫師創造，在進入外圍網時遇到了受害者並喜歡上他，協作他走出被noogai3虐待的陰影。是火箭公司（英語：Rocket Corp.）的ceo兼創辦人,依照雜誌封面描敘他們有可能已婚。在慶祝公司四週年時，因被天選之子或黑暗領主間接拉進Newgrounds伺服器，而被二人的火球炸死。

#### 僱傭兵 （英語：Mercenaries）
受害者有四位手下愛將：Agent, Ballista, Primal, Hazard。
其中冷酷的Agent早在受害者和Mitsi白手興家時已經是密友，但回想在Newground災難時他卻沒法救出老闆娘Mitsi而不禁痛哭。

### 火柴人vsMinecraft

#### 瘋狂豬 （英語：Insane Pig）
小紅的寵物，但全部人也不知道他在想什麼而造成危險，在釀造藥水期間，突然間喝光了藥水，變成最強的戰鬥豬，全部人嘗試製止他，但也是失敗，附魔藥水全部效果消失後，從高處跌下而身亡。

#### 英雄豬 （英語：Heroic Pig/Reuben）
紅色火柴人最愛的寵物，並且在幸運方塊戰鬥救出所有人，嗅覺非常靈敏，以致幫忙找出小藍，最後在藥水戰鬥中救了小橙一行人。
在戰爭中被拿走了控制Minecraft的方塊，導致所有物品和生物收回（表示死亡），連同小豬也一起死亡
在第三季最後一期因為Minecraft的方塊回到電腦桌面，英雄豬也重新回歸

#### 女巫
熟悉各種藥水製造和Minecraft戰鬥方式，為了抓走全部主角而選擇扮小藍而騙走了所有人。小藍真實變成了活塞，就拿著他最喜歡的食物做成誘惑，令巫師得到食物，然後小橘找到所有人後，又被巫師騙到，把小紅最愛的豬抓走，最後一群人開始大戰，並且找到恢復藥水，後來一場藥水大戰，其他人因為沒有恢復藥水而變成了染料，巫師想著燒掉所有人，但因為豬的藥水效果再現，就被豬打飛，然後再也沒有出現。

#### 小紫
來自網絡世界的原生火柴人，他被生父抛棄、母親早死的多重打擊下，性格顯得自私。首次登場於衍生系列作品《火柴人與Minecraft短集篇》第一季第九集，與小綠和小藍進入終界討伐終界龍，途中卻背叛小藍和小綠並在取走龍蛋後回到電腦，最後因將終界龍引入村莊中而被村民們關進監獄裡。在短片《火柴人與英雄聯盟》（英語：Animation vs. League of Legends）與小橘一行人和解。
於《火柴人與Minecraft短集篇》第三季第3集再度登場，小紫把小橘一行人帶到跑酷世界中，而後卻指使豬布林蠻兵囚禁五人。實際上成為了火柴人國王的手下，並被奉命要馬上為他得到創造模式能力，以毁灭Minecraft世界。
最後遭到出賣，在戰鬥時放棄了統治Minecraft。與小綠在另外的地獄門走出世界。之後的事跡可以參見國王橘一欄。

#### 國王橘（英語：King Orange）
首次在衍生系列《火柴人與Minecraft短集篇》第三季第3集登場，為一位戴著皇冠的深橙色火柴人，身型龐大。作爲網絡世界的單親爸爸，過往在唯一的孩子小金Gold意外死於Minecraft的VR系統失靈後，發誓要毀滅Minecraft。擁有一個裝置著指令方塊的棕紅色權杖，透過指令方塊的力量可以實現任何他心之所想，希望有朝一日能夠控制住Minecraft，因此命令小紫搶走創造能力，並且將小橘、小紅、小綠、小藍、小黃五人囚禁於跑酷世界。
小綠破解後，被關入牢裏，連豬被關入，並於第4集找上小黃和小藍。AVM第25集他透過小紫在艾倫電腦偷得了Minecraft，不僅取得了創造能力，還使五人的物品完全消失，但是最後小橘用來自AlexCrafter28的電腦的Minecraft程式打敗了他,但被小橘帶來的一個非常強壯的循声守卫而被打至重傷，但最後拿到了創造方塊，他的控制指令方塊的支柱還在小橘手上，AVM第27集被循声守卫、小橘、小紅和他的隊友們合作來阻止他，最後小紅用獄髓磚裝在支柱上後把他打飛，但是他又回來了，並且身上有兩個Minecraft程式。
並與小橘等人決戰，召喚眾人的黑暗體，擊敗眾人後融合兩個Minecraft程式並安裝於權杖上開始毀滅世界。小紫阻止國王橘時讓自己慢慢察覺自己變成不擇手段的野獸，更讓從小紫幾乎被消滅時，看到小金臨死前的身影。所以在最後一刻他就放下權杖接回小紫，緊擁安慰失去家人的小紫。事件結束後國王橘決定退位謝罪並把權杖送給小黃，并得到小紫這位新養子。
兩父子後來有出席第四季第五集的音樂會，但被小綠的瘋狂Rush E決鬥嚇呆。

#### 巨大劫掠獸（英語：Titan Ravager）
十分喜歡吃東西，同伴們被國王橘消滅，倖存後進入山洞，最後與小黃一起驅逐掠奪者軍團，並在下界和國王橘決戰，但被壓制。戰鬥結束後，與村民結伙，不再威脅他們。

#### 循声守卫（英語：Warden）
失去視力，但聽力敏鋭，力量強大，能開山劈石，摧毁一切(除了下界合金磚)。回憶中在地下城曾經守護着一班村民，村民的遺物中有着他最喜愛的村民吹的歌，小橘使用這首歌令他去擊倒國王橘,卻無法阻止他去拿Minecraft，之後與小紅和他的隊友們合作，一起去擊倒國王橘。戰鬥結束後，加入了怪獸學校，並擁有超過任何怪獸的表現。

#### 屠夫
出場於AVM32，擅長料理，擁有一本大師食譜。也擅長戰鬥技巧，應該是由AVM28中參戰的三位村民訓練的。

#### 爆蜂
出場於AVM33，由小紅透過鑲嵌著生怪磚的權杖召喚出來的，是蜜蜂加上苦力怕的縫合生物，喜歡花朵。
為了幫助小紅等人，以自爆的方式將幸運方塊以及Orb(來自幸運方塊世界的光球)從權杖上剝離。

## 製作
《桌面大戰》系列的作者艾倫·貝克爾原本是一位主攻資訊及通訊科技的高中生。他於17歲時，即2006年製作了系列的第一作，《桌面大戰》。該影片於6月3日由艾倫上傳至Newgrounds。自從第一作被發佈後，系列便開始獲得知名度。在《桌面大戰》發佈後不久，艾倫已得到來自世界各地關於動畫製作教學的請求。
於2007年3月15日，艾倫發佈了系列的第二作，《桌面大戰2》。該影片在質素和長度方面都有改進，並因此獲得好評。隨著艾倫的知名度上升，他不但成為了自由動畫師，還入讀了哥倫布藝術與設計學院。於2011年8月6日，艾倫發佈了系列的第三作，《桌面大戰3》。可是，艾倫後來指出隨著工作壓力的上升，他不得不放棄繼續製作《桌面大戰》系列影片。艾倫於2013年畢業後，決定繼續做自由動畫師。
在發佈《桌面大戰3》後，艾倫原本已表示自己因工作壓力而要放棄繼續製作《桌面大戰》系列影片。但是，艾倫於2013年7月10日宣佈他於Kickstarter發起了一個籌集資金計劃。該計劃旨在籌集10,000美元作為製作動畫及周邊產品之用，而計劃是於7月10日至8月11日期間進行。艾倫表示他會製作《桌面大戰4》，但前提是籌款計劃成功。最終，該計劃成功籌得11,280美元。同年7月，艾倫公開籌集關於《桌面大戰4》的建議。
2014年10月2日，《桌面大战4》发布。
2015年12月15日，《桌面大戰：火柴人與當個創世神》發布。
2017年至今，《桌面大戰：火柴人與當個創世神》續作系列《桌面大戰：火柴人與當個創世神短集篇》系列發布，目前已發布三季。
2018年至2020年间，《桌面大战短篇》系列發布，共四集。

## 集數
| 劇集                     | 季數               | 集数               | 集数               | 上線日期       | 上線日期       |
| 劇集                     | 季數               | 集数               | 集数               | 首映           | 季终           |
| ------------------------ | ------------------ | ------------------ | ------------------ | -------------- | -------------- |
| 桌面大戰                 | 1                  | 4                  | 4                  | 2007年5月15日  | 2014年10月2日  |
| 桌面大戰                 | 2                  | 4                  | 4                  | 2018年8月19日  | 2020年10月24日 |
| 火柴人與當個創世神       | 火柴人與當個創世神 | 火柴人與當個創世神 | 火柴人與當個創世神 | 2015年12月15日 | 2015年12月15日 |
| 火柴人與當個創世神短集篇 | 1                  | 14                 | 14                 | 2017年11月19日 | 2019年9月21日  |
| 火柴人與當個創世神短集篇 | 2                  | 5                  | 5                  | 2020年2月15日  | 2020年9月6日   |
| 火柴人與當個創世神短集篇 | 3                  | 5                  | 5                  | 2023年5月7日   | 2024年5月25日  |

### 火柴人vs動畫師第一季（2007-2014年）
《桌面大戰》系列起初共有四部影片，而各自的劇情都是相連的。
| 總集數 | 集數 （季） | 標題                                         | 導演        | 編劇        | 上線日期      |
| ------ | ----------- | -------------------------------------------- | ----------- | ----------- | ------------- |
| 1      | 1           | 火柴人vs動畫師 Animator vs. Animation        | 艾倫·貝克爾 | 艾倫·貝克爾 | 2007年5月15日 |
| 2      | 2           | 火柴人vs動畫師II Animator vs. Animation II   | 艾倫·貝克爾 | 艾倫·貝克爾 | 2007年5月15日 |
| 3      | 3           | 火柴人vs動畫師III Animator vs. Animation III | 艾倫·貝克爾 | 艾倫·貝克爾 | 2011年10月3日 |
| 4      | 4           | 火柴人vs動畫師IV Animator vs. Animation IV   | 艾倫·貝克爾 | 艾倫·貝克爾 | 2014年10月2日 |

### 火柴人vs動畫師第二季（2018-2020年）
此外，在《桌面大戰》正作之外，作者还在2018年8月19日发布了《火柴人vs動畫師短集篇》（Animator vs. Animation Shorts）系列，解釋了《桌面大戰3》之後天選之子和黑暗領主的後續，並正式宣告天選之子與動畫師的和解。後來更名爲《火柴人vs動畫師第二季》（Animator vs. Animation Season 2）
| 總集數 | 集數 （季） | 標題                                   | 導演        | 編劇        | 上線日期       |
| ------ | ----------- | -------------------------------------- | ----------- | ----------- | -------------- |
| 5      | 1           | 病毒 The Virus                         | 艾倫·貝克爾 | 艾倫·貝克爾 | 2018年8月19日  |
| 6      | 2           | 天選之子的歸來 The Chosen One's Return | 艾倫·貝克爾 | 艾倫·貝克爾 | 2018年10月28日 |
| 7      | 3           | 回放 The Flashback                     | 艾倫·貝克爾 | 艾倫·貝克爾 | 2019年3月12日  |
| 8      | 4           | 決一死戰 The Showdown                  | 艾倫·貝克爾 | 艾倫·貝克爾 | 2020年10月24日 |

### 火柴人vs動畫師第三季（2023年-）
多年後Alan揭露受害者不但生還，還在網絡世界創立一個讓其他火柴人聞風喪膽、有如巨型企業般的組織，甚至有自己的賞金獵人隊。為了向Alan報仇就先抓天选之子、再把小橙一伙下毒手...
| 總集數 | 集數 （季） | 標題          | 上線日期       |
| ------ | ----------- | ------------- | -------------- |
| 9      | 1           | 通緝 Wanted   | 2023年4月29日  |
| 10     | 2           | 盒子 The Box  | 2023年11月4日  |
| 11     | 3           | 受害者 Victim | 2024年12月14日 |

### 火柴人與當個創世神
《火柴人與當個創世神》在2015年以一部約16分鐘的短片第一次亮相，這部短片流傳出去後，在YouTube等網路平台上爆紅。在2015年12月15日首次播放《火柴人與當個創世神》。
自2017年起，艾倫又製作了《火柴人與當個創世神短集篇》，目前共播出四季。

#### 火柴人與當個創世神（2015年）
| 標題               | 導演        | 編劇        | 上線日期       |
| ------------------ | ----------- | ----------- | -------------- |
| 火柴人vs當個創世神 | 艾倫·貝克爾 | 艾倫·貝克爾 | 2015年12月15日 |

### 第一季（2017-2019年）
| 總集數 | 集數 （季） | 標題                                      | 導演        | 編劇        | 上線日期       |
| ------ | ----------- | ----------------------------------------- | ----------- | ----------- | -------------- |
| 1      | 1           | 重新發現 The Rediscovery                  | 艾倫·貝克爾 | 艾倫·貝克爾 | 2017年11月19日 |
| 2      | 2           | 建築大賽 The Building Contest             | 艾倫·貝克爾 | 艾倫·貝克爾 | 2017年12月18日 |
| 3      | 3           | 地底礦車 The Roller coaster               | 艾倫·貝克爾 | 艾倫·貝克爾 | 2018年1月19日  |
| 4      | 4           | 藥水大亂 Potions                          | 艾倫·貝克爾 | 艾倫·貝克爾 | 2018年2月19日  |
| 5      | 5           | 音階盒 Note Blocks                        | 艾倫·貝克爾 | 艾倫·貝克爾 | 2018年3月18日  |
| 6      | 6           | 指令方塊 Command blocks                   | 艾倫·貝克爾 | 艾倫·貝克爾 | 2018年4月19日  |
| 7      | 7           | 玩家對戰 PvP                              | 艾倫·貝克爾 | 艾倫·貝克爾 | 2018年5月19日  |
| 8      | 8           | 前往下界 The Nether                       | 艾倫·貝克爾 | 艾倫·貝克爾 | 2018年6月19日  |
| 9      | 9           | 村民們 Villagers                          | 艾倫·貝克爾 | 艾倫·貝克爾 | 2018年7月19日  |
| 10     | 10          | 終界 The End                              | 艾倫·貝克爾 | 艾倫·貝克爾 | 2018年9月19日  |
| 11     | 11          | 空島生活 Sky Block                        | 艾倫·貝克爾 | 艾倫·貝克爾 | 2019年1月29日  |
| 12     | 12          | TNT大陸 TNT Land                          | 艾倫·貝克爾 | 艾倫·貝克爾 | 2019年4月5日   |
| 13     | 13          | 海豚王國 The Dolphin Kingdom              | 艾倫·貝克爾 | 艾倫·貝克爾 | 2019年5月11日  |
| 14     | 14          | 洞穴蜘蛛和礦車 Cave Spider Roller Coaster | 艾倫·貝克爾 | 艾倫·貝克爾 | 2019年9月21日  |

### 第二季（2020年）
| 總集數 | 集數 （季） | 標題                       | 導演        | 編劇        | 上線日期      |
| ------ | ----------- | -------------------------- | ----------- | ----------- | ------------- |
| 15     | 1           | 红石学院 Redstone Academy  | 艾倫·貝克爾 | 艾倫·貝克爾 | 2020年2月15日 |
| 16     | 2           | 音乐对决 Note Block Battle | 艾倫·貝克爾 | 艾倫·貝克爾 | 2020年3月14日 |
| 17     | 3           | 建筑大赛 Build Battle      | 艾倫·貝克爾 | 艾倫·貝克爾 | 2020年4月11日 |
| 18     | 4           | 材质包 Texture Pack        | 艾倫·貝克爾 | 艾倫·貝克爾 | 2020年6月13日 |
| 19     | 5           | 幸运方块 Lucky Blocks      | 艾倫·貝克爾 | 艾倫·貝克爾 | 2020年9月6日  |

### 第三季（2020-2022年）
| 總集數 | 集數 （季） | 標題                         | 導演        | 編劇        | 上線日期       |
| ------ | ----------- | ---------------------------- | ----------- | ----------- | -------------- |
| 20     | 1           | 猪灵之战 The Piglin War      | 艾倫·貝克爾 | 艾倫·貝克爾 | 2020年12月12日 |
| 21     | 2           | 女巫 The Witch               | 艾倫·貝克爾 | 艾倫·貝克爾 | 2021年2月6日   |
| 22     | 3           | 跑酷 Parkour                 | 艾倫·貝克爾 | 艾倫·貝克爾 | 2021年4月3日   |
| 23     | 4           | 巨型劫毀獸 Titan Ravager     | 艾倫·貝克爾 | 艾倫·貝克爾 | 2021年5月22日  |
| 24     | 5           | 蒼鬱洞窟 Lush Caves          | 艾倫·貝克爾 | 艾倫·貝克爾 | 2021年6月12日  |
| 25     | 6           | 終極武器 The Ultimate Weapon | 艾倫·貝克爾 | 艾倫·貝克爾 | 2021年8月28日  |
| 26     | 7           | 循聲守衛 The Warden          | 艾倫·貝克爾 | 艾倫·貝克爾 | 2021年11月2日  |
| 27     | 8           | 怪物學院 Monster School      | 艾倫·貝克爾 | 艾倫·貝克爾 | 2022年3月5日   |
| 28     | 9           | 突襲 The Raid                | 艾倫·貝克爾 | 艾倫·貝克爾 | 2022年4月23日  |
| 29     | 10          | 音樂宇宙 Note Block Universe | 艾倫·貝克爾 | 艾倫·貝克爾 | 2022年7月30日  |
| 30     | 11          | 國王 The King                | 艾倫·貝克爾 | 艾倫·貝克爾 | 2022年12月3日  |

### 第四季（2023-2024年）
| 總集數 | 集數 （季） | 標題                                | 導演        | 編劇        | 上線日期       |
| ------ | ----------- | ----------------------------------- | ----------- | ----------- | -------------- |
| 31     | 1           | 终极矿车竞赛 Ultimate Minecart Race | 艾倫·貝克爾 | 艾倫·貝克爾 | 2023年5月27日  |
| 32     | 2           | 厨师 The Chef                       | 艾倫·貝克爾 | 艾倫·貝克爾 | 2023年9月16日  |
| 33     | 3           | 幸运方块权杖 Lucky Block Staff      | 艾倫·貝克爾 | 艾倫·貝克爾 | 2023年12月23日 |
| 34     | 4           | 恶作剧 The Prank                    | 艾倫·貝克爾 | 艾倫·貝克爾 | 2024年3月30日  |
| 35     | 5           | 音符盒音乐会 Note Block Concert     | 艾倫·貝克爾 | 艾倫·貝克爾 | 2024年5月25日  |

### 其他
除了《火柴人與當個創世神》系列，針對《桌面大戰第一季》以後的時空，艾倫還創作了其他支線作品，如下：
| 影片標題                                          | 上線日期                    | 備註 |
| ------------------------------------------------- | --------------------------- | --- |
| 火柴人與YouTube Animation vs. YouTube             | 2017年8月3日                | |
| 火柴人與英雄聯盟 Animation vs. League of Legends  | 2018年12月20日              | 《火柴人與當個創世神》結尾留下了《英雄聯盟》的伏線。艾倫雖然曾說過他不玩《英雄聯盟》，但還是創作了這部影片。                        |
| 火柴人與神奇寶貝 Animation vs. Pokémon            | 2019年7月6日                | |
| 小藍的新超能力 Blue's New Superpower              | 2019年10月30日              | 響應MrBeast發起的Team Trees籌款活動。                                                                                               |
| 火柴人與超級瑪利歐 Animation vs. Super Mario Bros | 2019年11月9日               | |
| 火柴人與街機遊戲 Animation vs. Arcade Games       | 2021年11月26日              | |
| 火柴人與垃圾 Animation vs. Trash                  | 2021年12月11日              | 響應MrBeast發起的Team Seas籌款活動。                                                                                                |
| 火柴人與教育 Animation vs. Education              | 2023年6月24日-2024年6月29日 | 由Terkoiz編寫的迷你劇，現時有三集。使用濃厚詩意的簡潔手法，分別道出數學、物理，和幾何這些理科主題。                                 |
| 小綠的晨起暮落 Influencer Arc                     | 2024年9月7日                | 迷你劇，共三集。搭配小綠同時上傳的YouTube、Tik Tok、Instagram等媒體，諷刺網紅因追求名氣而可能作出瘋狂事情、甚至會有迷失自我的危險。 |

## 衍生作品

### 游戏
除了影片，艾倫的一个粉丝亦製作了一個基於此系列的Flash遊戲。該遊戲是以系列的第一作《桌面大戰》作為背景，而玩家是能夠扮演动画师和简笔人物動畫任何一方。此遊戲亦支援兩人對戰模式。

### 衍生动画
2015年12月15日，艾伦发布了衍生作品《桌面大戰：火柴人與當個創世神》。剧情讲述了再临者与《桌面大战4》中结识的4名火柴人一同游玩动画师电脑上的《當個創世神》，但其中一名火柴人小紅卻被Herobrine所附身的故事。續作《桌面大戰：火柴人與當個創世神短篇》系列於2017年起發布。